# Syzeuctus baluchistanensis
Syzeuctus baluchistanensis är en stekelart som först beskrevs av Cameron 1906.  Syzeuctus baluchistanensis ingår i släktet Syzeuctus och familjen brokparasitsteklar. Inga underarter finns listade i Catalogue of Life.